# 金明元
金明元（朝鲜语: 김명원；英语: Kim Myong-Won；1983年7月15日—），朝鮮足球运动员，曾經效力於朝鮮足球聯賽球會鴨綠江體育團，現在效力於蒙古足球超級聯賽球會FC烏蘭巴托，他同时也是朝鮮國家足球隊及朝鮮國家奧運足球隊成員。金明元前進速度快速，被稱為「戰車」（전차）。

## 簡歷
金明元在2003年入選了朝鲜国家足球队，參加過亞洲盃預選賽和泰王盃。2009年參加了2010年東亞足球錦標賽準決賽，但得失球差負給香港足球代表隊，不能成功獲得準決賽冠軍而取得決賽出線席位。
2010年參加南非世界杯时，朝鲜国家足球队教练金正勳为了提高攻击力，在报名时把原為前鋒的金明元列为名单中三位守門員之一。

## 2010年世界杯成绩
| # | 日期          | 比賽地點         | 比賽隊手 | 比賽分數 | 比賽結果 | 賽事       |
| - | ------------- | ---------------- | -------- | -------- | -------- | ---------- |
|   | 2010年6月15日 | 南非约翰内斯堡   | 巴西     | 1–2      | 負       | 南非世界杯 |
|   | 2010年6月21日 | 南非開普敦       | 葡萄牙   | 0–7      | 負       | 南非世界杯 |
|   | 2010年6月25日 | 南非尼爾斯普魯特 |          | 0–3      | 負       | 南非世界杯 |

## 國際賽進球
| # | 日期          | 場地     | 對手 | 進球 | 比數 | 比賽         |
| - | ------------- | -------- | ---- | ---- | ---- | ------------ |
| 1 | 2003年2月16日 | 泰國曼谷 | 泰國 | 2–2  | 2–2  | 2003年泰王杯 |

## 榮譽

### 球會
乌兰巴托FC
- 蒙古足球超級聯賽冠軍：2011年；

 鴨綠江體育團
- 朝鮮足球甲級聯賽冠軍（2）：2006年、2008年；

## 外部連結
- 金明元在National-Football-Teams.com的資料